# Blinde ambitie
Blinde ambitie is een boek van oud-minister Eduard Bomhoff waarin hij aan de hand van de 87 dagen regering van het kabinet-Balkenende I van CDA, VVD en LPF (22 juli tot en met 16 oktober 2002) beschrijft en met name zijn collegaministers Gerrit Zalm en Herman Heinsbroek.
Het boek werd gezien als controversieel omdat Bomhoff schreef over vergaderingen van de ministerraad en daarmee het "geheim van het kabinet" schond. Vooral opmerkelijk was daarbij de door bondskanselier Gerhard Schröder tegenover Jan Peter Balkenende geuite bedreiging: Als Nederland dwarsligt over de toelating van Polen, kijken we jullie honderd jaar niet meer aan. Mede door het dreigement van een gerechtelijk onderzoek werd Bomhoffs boek een bestseller en verkocht hij meer dan 30.000 exemplaren. In de zomer van 2003 liet Balkenende bekendmaken dat er nooit een onderzoek was gekomen naar de vraag of Bomhoff de regels had overtreden.